# Vietato sognare
Vietato sognare è un documentario del 2008 diretto da Barbara Cupisti.

## Riconoscimenti
- 2009 - Premio Amnesty Italia
- 2009 - Bobbio Film Festival: Premio Migliore Regia